# ジェットカー
ジェットカーとは、阪神電気鉄道（阪神電車）の所有する主に普通列車に供する鉄道車両につけられた愛称。
本項では車両性能面のほかに、「青胴車」（あおどうしゃ）との呼称の由来となった車両塗色についても記述する。

## 概要
ジェットカーは、日本で初めての高加減速車両である近畿日本鉄道（近鉄）の「ラビットカー」（起動加速度4.0km/h/s、減速度4.5km/h/s）に次いで、日本で2番目の高加減速車両である。
阪神本線の普通列車は停車する駅の数が多く、また駅間距離も非常に短いため、後続の優等列車から逃げ切るために、加減速性能が高いジェットカーが採用されている。
愛称は、『従来の車両をプロペラ機に例えるならこの車両はジェット機に匹敵するぐらいの加速・減速の良さである』という比喩から名付けられた。
2025年2月まで運用していた5001形 (2代目)を含む1980年代以前に製造された車両は起動加速度4.5km/h/sだが、この数値は日本の鉄輪式の鉄道車両の中で阪神が唯一である。減速度5.0km/h/sも日本の鉄道車両ではトップクラスであったが、こちらはJR東日本E233系電車および相鉄12000系電車に並ばれている。
VVVFインバータ制御が採用された5500系、5550系、5700系は起動加速度4.0km/h/s、減速度4.5km/h/sに落としているが、定加速度領域の拡大でにより運用上は1980年代以前に製造された車両と変わらない。
阪神では、駅間が非常に短いため古くから普通用と急行用を区別して車両を運用していたが、車両の大型化に際し1950年代前半から、車両関係者・技術者や電機メーカーなどと高加減速度車両の開発を行っていた。最も路線環境に適した普通列車の専用車両を試作し、各種試験を行い量産され現在に至る（旧型車時代の普通専用車両1001形なども起動加速度3.0km/h/s、減速度3.3km/h/sと高かった）。
ジェットカーに類する高加減速車は京阪電気鉄道（京阪電車）の2000系（「スーパーカー」）、近鉄の6800系（前述の「ラビットカー」）などが存在したが、いずれも沿線人口の増大に車両増備が追いつかなくなり、通常の加減速度を有する車両と併結されたり付随車を連結されるなどして高加減速運用を解除された。
阪神のみ高加減速車が生き残ったのは、元々沿線が成熟しており沿線人口の増大が緩やかであったことや、普通列車の運用本数が少なく普通専用車両の維持がしやすかったこと、本線の平均駅間距離が短いことなどが理由とされる。

## 塗装
旧塗装車はクリームとウルトラマリンブルー、5500系原型車と5550系はアレグロブルーとシルキーグレイ、5500系リノベーション車はラピスブルーとモダングレー、5700系はカインドブルーを基調とした塗装となっており、このように青色を基調とした塗色から「青胴車」とも呼ばれる。
ジェットカーは1965年9月15日実施のダイヤ改正から1968年4月6日まではダイヤの関係で休日ダイヤでの梅田 - 甲子園間の一部の不定期準急に使用された以外は、一貫して普通列車として運用されている。一方特急・急行に使用される車両は「赤胴車」と呼ばれており、車体色で列車種別が識別できるという実用性も兼ねたカラーリングとなっている。
車体では乗降時間の短縮を図るため、すべての車両が両開き扉を設置しており、扉幅1,400mmは5500系まで一貫して引き継がれた。
5500系までは伝統的に全車電動車であったが、5550系ではジェットカーで初めて付随車（厳密にはTc車であり制御車）が編成内に1両挿入された（5561形）。5700系では再び全車電動車に戻されたが、それぞれの先頭車の片側台車（運転台より）には主電動機を装備していないため、実質的なMT比は5550系と同じく3M1T相当である。

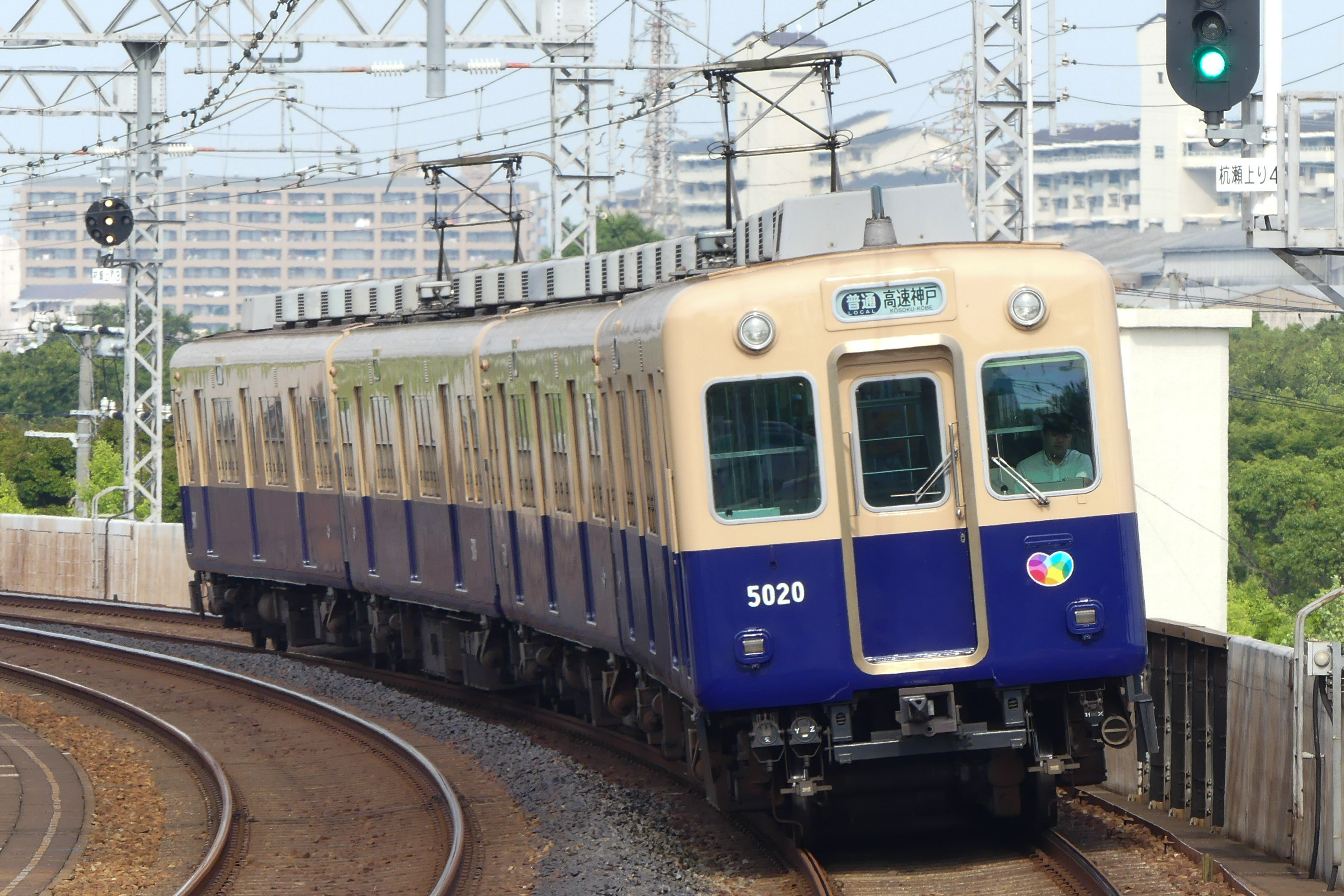
旧塗色「ウルトラマリンブルー」 （5001形 (2代)）
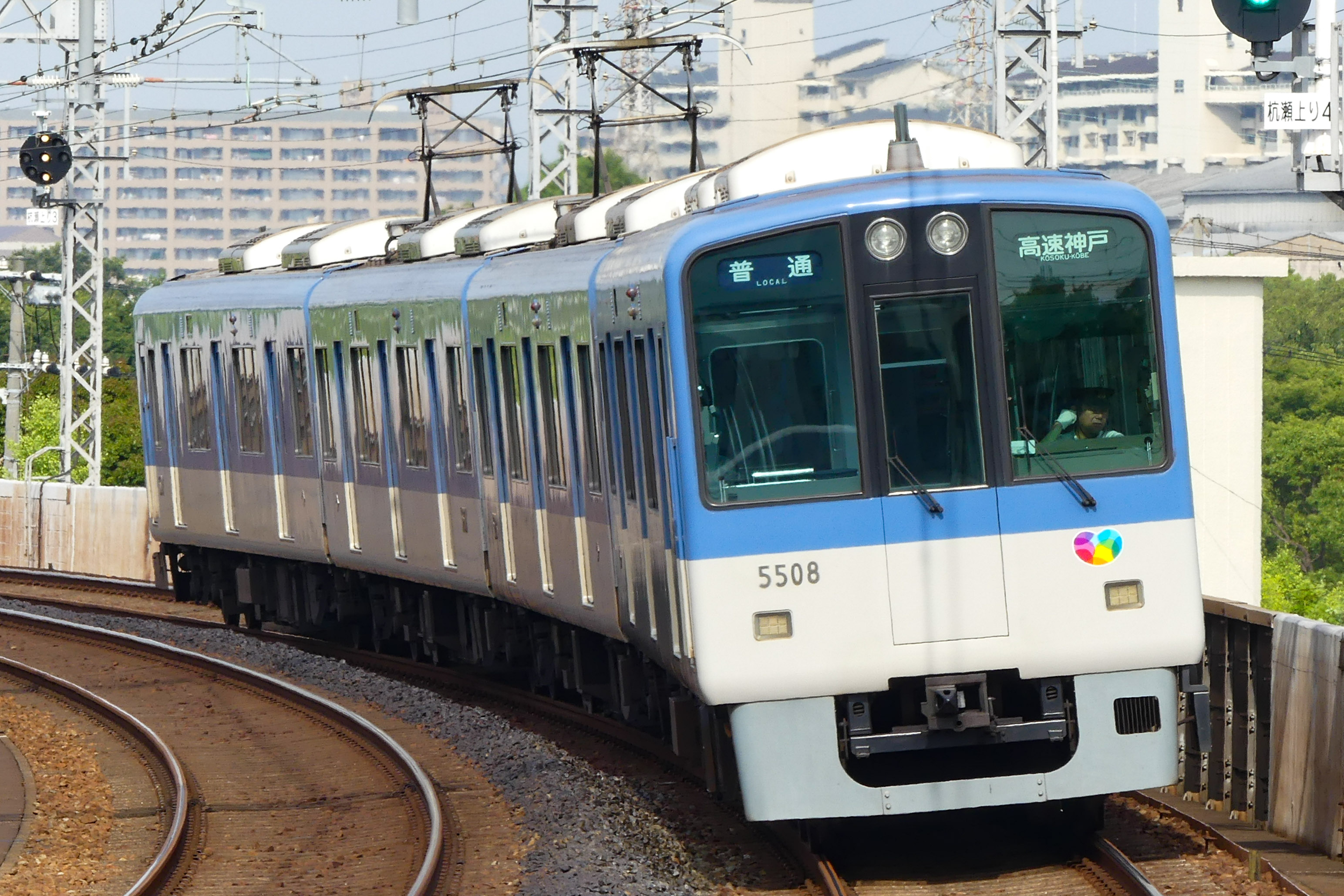
新塗色「アレグロブルー」 （5500系原型車）
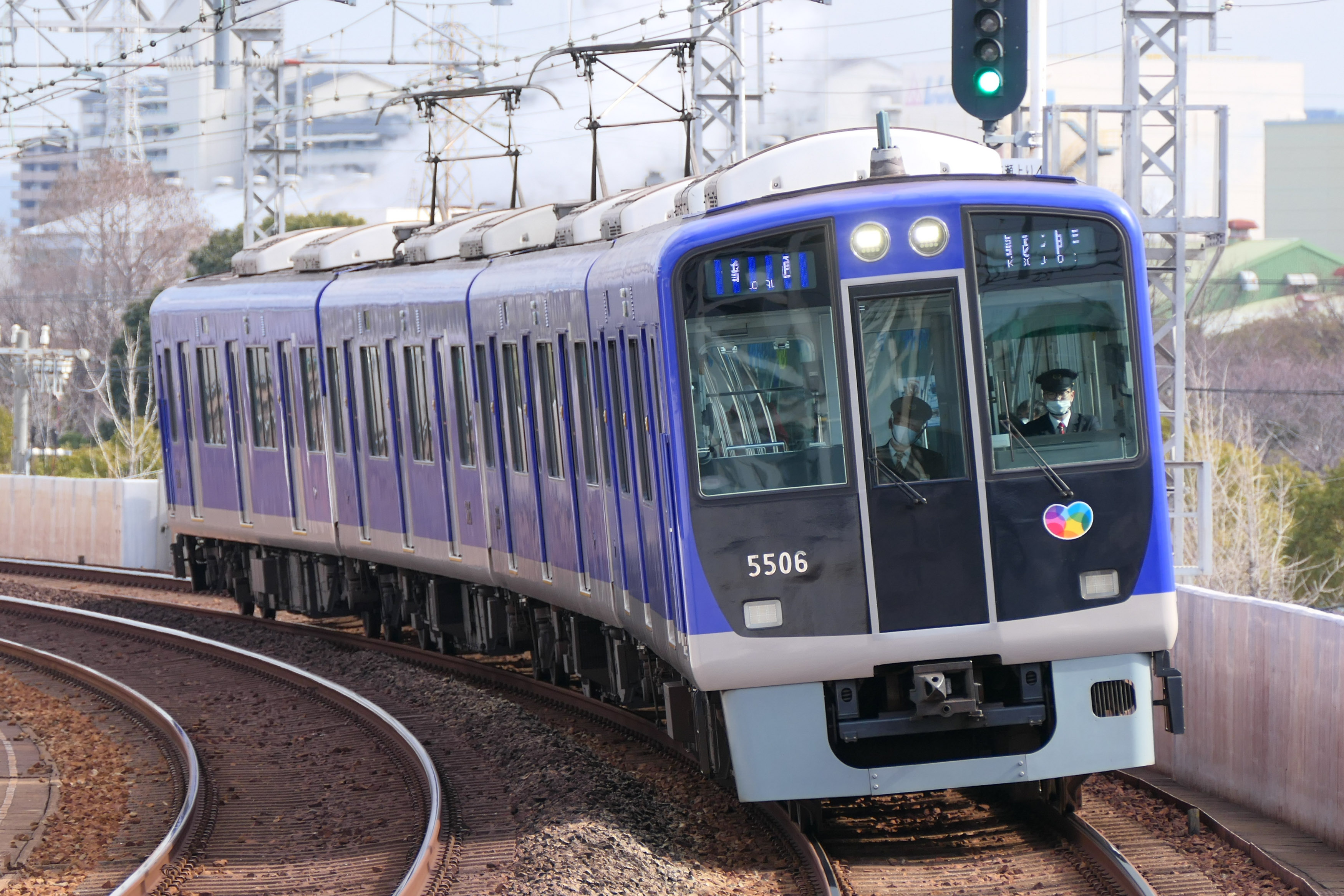
現塗装「ラピスブルー」（鋼製車） 5500系リノベーション車
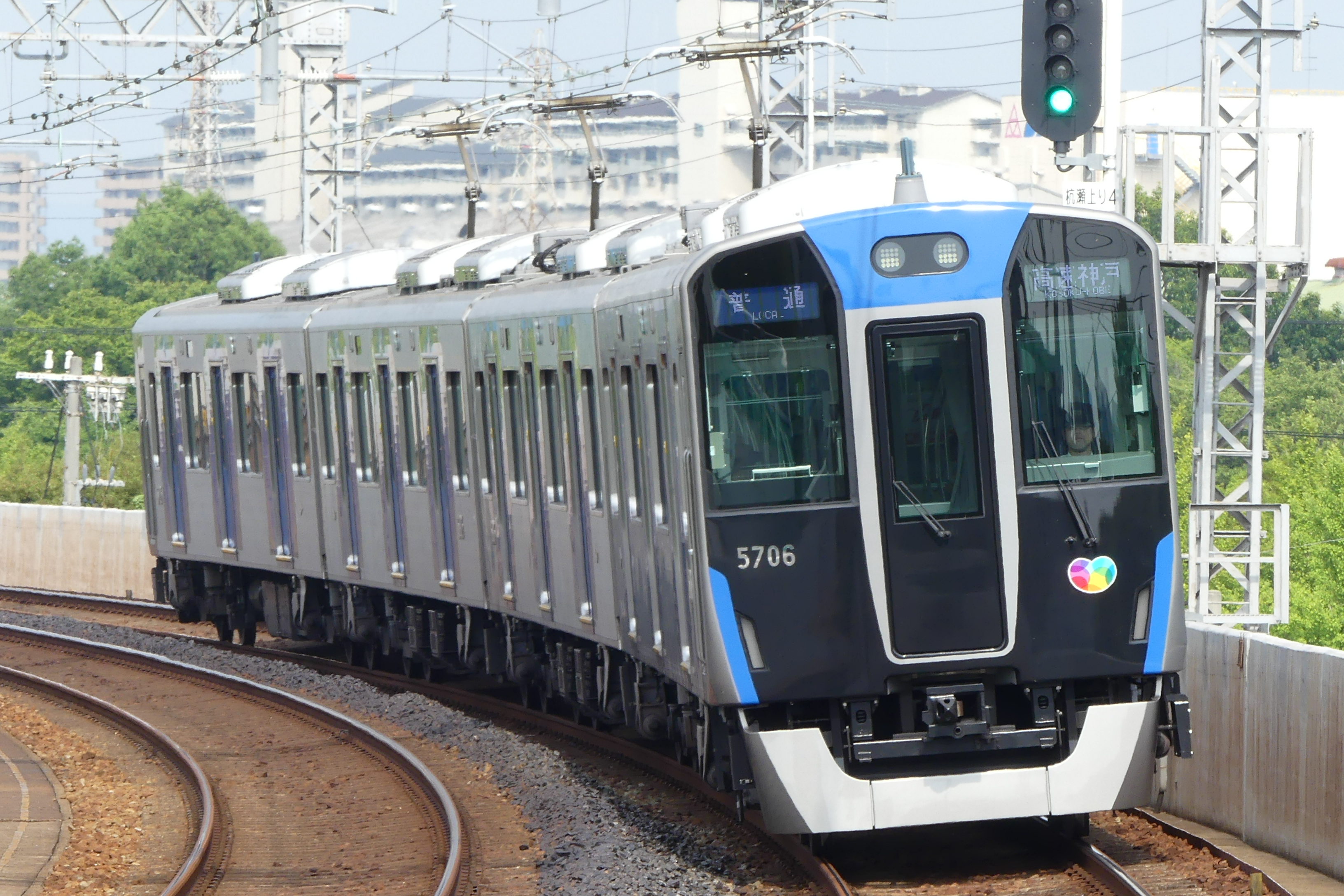
現塗装「カインドブルー」（軽量ステンレス車） ジェット・シルバー5700（5700系）

## 車両形式
- 現有車両
  - 5500系
  - 5550系
  - 5700系

- 過去の車両
  - 5001形 (初代)
  - 5101形・5201形
  - 5231形
  - 5151形
  - 5261形
  - 5311形
  - 5131形
  - 5331形
  - 5001形 (2代)（2025年2月10日営業運行終了）[1]

## ジェットカーを巡るエピソード
- 実際のジェット機の加速度は戦闘機で20km/h/s、民間機でも12km/h/s前後であり、「ジェットカーがジェット機に匹敵する加速度を持つ」ことはない。
- 水島新司原作の漫画『ドカベン』において、主人公山田太郎がジェットカーの車内で捕球の構えのまま乗車したシーンが登場する。高加減速にも耐えられる山田の強靱な足腰を描いたものである。
- 1998年（平成10年）、日本テレビの番組「ザ!鉄腕!DASH!!」においてTOKIOとリレー対決を行った。深江駅付近での対決では2度ジェットカーが勝利したが、再戦となった打出駅付近での対決ではTOKIOが勝利してリベンジに成功した。2015年（平成27年）には「ザ!鉄腕!DASH!!20周年企画」として打出駅で再々戦した[3]。対戦した車両は、1998年放送時は5500系、2015年放送時は5700系と、それぞれ当時最新鋭の車両であった。
- 過去、「技術の阪神」と高く評価されながらブルーリボン賞・ローレル賞には縁遠かった阪神だが、5700系が2016年に阪神の車両としては初となるブルーリボン賞を受賞した[4][5]。